# Eumops auripendulus
Eumope des palmiers
Espèce
Statut de conservation UICN

 LC  : Préoccupation mineure
Répartition géographique
Eumops auripendulus, qui a pour nom commun Eumope des palmiers, est une espèce sud-américaine de chauves-souris de la famille des Molossidae.

## Description
Eumops auripendulus est une chauve-souris de taille moyenne, avec la longueur de la tête et du corps entre 75 et 92 mm, la longueur de l'avant-bras entre 57 et 63 mm, la longueur de la queue entre 43 et 54 mm, la longueur du pied entre 12 et 18 mm, la longueur des oreilles entre 19 et 25 mm et un poids jusqu'à 35 g. Les mâles sont généralement plus gros que les femelles.
La fourrure est longue et brillante. Les parties dorsales sont brun foncé ou noirâtres avec la base des poils plus claire, tandis que les parties ventrales sont brun grisâtre foncé. La tête est large et aplatie, les lèvres sont lisses. La chauve-souris ressemble le plus à Eumops glaucinus, mais celle-ci est généralement de couleur plus pâle.
Les oreilles sont noirâtres, larges, triangulaires, repliées vers l'avant et jointes à la base antérieure. Le tragus est petit et pointu, tandis que l'antitragus est large et semi-circulaire. Les membranes alaires sont noirâtres et attachées en arrière sur les chevilles. La queue est longue, trapue et s'étend environ à mi-chemin au-delà de la membrane interfémorale. 
Les mâles adultes ont un organe sacculaire dans la gorge, dont la fonction est inconnue, mais qui n'est que vestigiale chez les femelles.
Le caryotype est 2n=42-52 FNa=60-62.

## Répartition
L'espèce se trouve du sud du Mexique au nord de l'Argentine. Elle est également présente sur les îles de Trinidad et de la Jamaïque.
Elle habite une variété d'habitats forestiers dans toute la région, des plaines côtières aux pentes andines, à au moins 1 800 m d'altitude.

## Taxonomie
Deux sous-espèces sont reconnues :
- E.a.auripendulus : du sud du Mexique et de la péninsule du Yucatán[2], en passant par le Guatemala, le Belize, le Honduras, le El Salvador , Nicaragua, Costa Rica, Panama à Colombie, Venezuela, Guyana, Suriname[4], Guyane, Équateur, nord et est du Pérou, Bolivie, nord et centre de l'Argentine, ouest du Paraguay et ouest et centre du Brésil. Elle est également présente sur l'île de Trinidad et en Jamaïque ;
- E.a.major Eger, 1974  : Brésil et est du Paraguay, nord-est de l'Argentine[5].

## Comportement

### Habitation
Elle se réfugie en groupes dépassant parfois 15 individus dans les creux des arbres, dans les greniers et sous les toits. 

### Vol
Son vol est rapide, direct et effectué à de grandes hauteurs jusqu'à 23 m au-dessus du sol.

### Alimentation
Elle se nourrit d'insectes.

### Reproduction
Les femelles sont polyestreuses. Les femelles gestantes furent capturées en février, août et novembre, tandis que les femelles allaitantes furent capturées en août. Elles donnent naissance à un petit à la fois en mars.